# Die wunderbare Macht
Die wunderbare Macht ist ein US-amerikanischer Liebesfilm von Douglas Sirk aus dem Jahr 1954. Er beruht auf dem Roman Magnificent Obsession von Lloyd C. Douglas. In den Hauptrollen des an den damaligen Kinokassen sehr erfolgreichen Films agieren Jane Wyman und Rock Hudson, der hiermit seinen Durchbruch zum Hollywood-Star schaffte.

## Handlung
Als der Millionerbe Bob Merrick mit seinem Rennboot einen Unfall verursacht, wird ihm mit dem einzigen Wiederbelebungsapparat aus Dr. Phillips’ Klinik das Leben gerettet. Dr. Phillips selbst hat zeitgleich einen schweren Herzanfall und stirbt, da das Gerät nicht rechtzeitig zu ihm gelangt. Seine junge Witwe Helen und ihre Stieftochter Joyce sind entsetzt, dass ein verdienstvoller Mediziner sterben musste, damit ein draufgängerischer Lebemann überleben kann.
Was niemand wusste, nun aber bekannt wird: Das Krankenhaus steht kurz vor dem Ruin, da Dr. Phillips zeitlebens äußerst uneigennützig gelebt hat und anderen Leuten auch finanziell half, ohne dass sie ihm das Geld zurückgeben oder anderen davon erzählen durften. Auch dem Maler Edward Randolph hatte Dr. Phillips so geholfen. Randolph gibt diese uneigennützige Lebensmaxime an Bob weiter. Der will sich mit Helen aussprechen, die er insgeheim verehrt, doch verweigert sie jeden Kontakt. Als er sie in einem Taxi bedrängt, flieht sie auf die Straße und wird von einem Auto erfasst. Bald steht fest, dass sie für immer blind sein wird.
Bob stellt nun sein Leben ganz in den Dienst von Dr. Phillips’ Lebensmaxime, rettet das Krankenhaus mit einer anonymen Spende und lässt Helen in der Schweiz von den bedeutendsten Hirnspezialisten untersuchen. Er selbst setzt sein Medizinstudium fort, das er einst nach dem frühen Tod seines Vaters aufgegeben hatte. Der blinden Helen nähert er sich als Mr. Robinson und wird ihr Freund und Vertrauter. Auch Stieftochter Joyce erkennt bald seine ernsten Absichten und gibt ihre Opposition ihm gegenüber auf. Als Helen erfährt, dass es für sie keine Heilung gibt, wird sie durch Bobs überraschendes Erscheinen aufgeheitert. Er gesteht ihr seine wahre Identität und macht ihr einen Heiratsantrag. Obwohl Helen ihn liebt, reisen sie und ihre Pflegerin Nancy am nächsten Tag mit unbekanntem Ziel ab.
Bob lässt überall nach ihr suchen, gibt jedoch nach mehreren Monaten auf und kehrt in die USA zurück. Hier beendet er sein Medizinstudium und arbeitet bald als Hirnspezialist am New Yorker Medizinischen Institut. Eines Tages erscheint Edward Randolph bei ihm – Nancy hat ihn heimlich aus New Mexico angerufen, da Helen mit Hirnhautentzündung in einem kleinen Krankenhaus im Koma liegt. Bob reist zu Helen und rettet ihr mit einer komplizierten Operation das Leben. Als Helen aus der Narkose erwacht, kann sie zudem bereits Licht und Schatten unterscheiden und wird wieder sehen können. Bob verspricht, sie nie mehr zu verlassen.

## Produktion
Die wunderbare Macht wurde in Kalifornien gedreht. Drehorte waren unter anderem der Big Bear Lake, der San Bernardino National Forest und Venice. In den ersten fünf Minuten ist der Hydroplan Hurricane IV zu sehen. Der Film erlebte am 4. August 1954 in Loew’s State Theater in New York City seine Premiere.
Bereits 1935 war der zugrundeliegende Roman unter dem Titel Magnificent Obsession verfilmt worden. Wie bereits Robert Taylor rund zwanzig Jahre vor ihm wurde Rock Hudson durch die Rolle des Bob Merrick zum großen Filmstar. Sirk selbst stand dem Material eigentlich skeptisch gegenüber und hatte auch die frühere Verfilmung nicht gesehen, war jedoch an einer Zusammenarbeit mit Jane Wyman interessiert, die von dem Potenzial der Romanverfilmung überzeugt war. Sirk schlug Rock Hudson für die männliche Hauptrolle vor, mit dem er zuvor bereits mehrere Filme gedreht hatte. Hudson wurde allerdings als riskante Wahl gesehen, da er zuvor keine so schauspielerisch fordernde Rolle übernommen hatte. Sirk und Wyman halfen ihm deshalb am Set bei Unsicherheiten.

## Synchronfassung
In der deutschen Synchronfassung spricht Axel Monjé Rock Hudson, während Jane Wyman von Marianne Kehlau gesprochen wird.

## Kritik
Das Lexikon des Internationalen Films nannte Die wunderbare Macht einen Film, der „trotz namhafter Regie und Besetzung wegen seiner naiv-optimistischen Überschätzung der natürlichen Veranlagung des Menschen und seiner Möglichkeiten nicht überzeugt“.
Für Cinema war Die wunderbare Macht ein „kunstvoll gestalteter Schlüsselfilm einer Ära“.

## Auszeichnungen
Die wunderbare Macht wurde 1954 bei den Photoplay Awards mit einer Goldmedaille ausgezeichnet.
Jane Wyman wurde 1955 für ihre Rolle der Helen für einen Oscar in der Kategorie „Beste Hauptdarstellerin“ nominiert, konnte sich jedoch nicht gegen Grace Kelly in Ein Mädchen vom Lande durchsetzen.